# Zapasy kwalifikacyjne o I klasę (1912)
Zapasy kwalifikacyjne o I klasę  w 1912 – rozgrywki piłkarskie.
Były to rozgrywki w piłce nożnej w Galicji, w których startowały drużyny II klasy – celem było uzyskanie statusu klubu I klasy. Być może chciano także wyłonić drużyny biorące udział w pierwszych Mistrzostwach Galicji. Klasę I miały uzyskać trzy najlepsze zespoły. Regulamin przewidywał jeden mecz bez rewanżu. w systemie "każdy z każdym". Pierwotnie planowano zakończyć zawody do 20 czerwca. Z nieznanych powodów przerwane przez Związek Polski Piłki Nożnej 1 września 1912.
To pierwsze prowadzone w ramach struktur FIFA oficjalne rozgrywki z udziałem polskich drużyn.

## Uczestnicy
| klub         | klasa |
| Czarni Lwów  | II A  |
| Pogoń Lwów   | II A  |
| Wisła Kraków | II A  |
| RKS Kraków   | II B  |
| AZS Kraków   | II C  |

- Początkowo warunkowo dopuszczono Lechię Lwów (klasa II C), ale ostatecznie nie znalazła się ona w gronie uczestników zawodów. Mogło to wyniknąć z faktu, iż klub wstąpił do ÖFV dopiero na jesień 1912 roku, natomiast żadna drużyna niezrzeszona nie mogła brać udziału w rozgrywkach pod egidą Austriackiego ZPN.
- W rozgrywkach nie brała udziału Cracovia – jedyny klub galicyjski, który miał status klubu I klasy (od 1911).

## Znane wyniki spotkań
- 1912-04-21 Pogoń Lwów - AZS Kraków 3:3
- 1912-05-01 AZS Kraków - RKS Kraków 6:0
- 1912-05-05 Wisła Kraków - Pogoń Lwów 1:0
- 1912-05-06 RKS Kraków - Pogoń Lwów 1:4
- 1912-05-16 Wisła Kraków - RKS Kraków 4:1
- 1912-05-16 Czarni Lwów - Pogoń Lwów 2:2 (data dzienna może być niedokładna)
- 1912-05-19 Czarni Lwów - Wisła Kraków 2:1[1]